# 19833 Wickwar
19833 Wickwar (2000 SA230) là một tiểu hành tinh vành đai chính được phát hiện ngày 28 tháng 9 năm 2000 bởi Nhóm nghiên cứu tiểu hành tinh gần Trái Đất phòng thí nghiệm Lincoln ở Socorro. Tiểu hành tinh này được đặt tên theo Steve Wickwar, một giáo viên ở trường trung học Barbara Bush, giám khảo vòng chung kết ở Cuộc thi nhà khoa học trẻ kênh Discovery Channel năm 2003 (DCYSC).